# Ranunculus scissus
Ranunculus scissus är en ranunkelväxtart. Ranunculus scissus ingår i släktet ranunkler, och familjen ranunkelväxter.

## Underarter
Arten delas in i följande underarter:
- R. s. disjunctus
- R. s. scissus